# Ażeliszki (rejon brasławski)
Ażeliszki – dawna leśniczówka. Tereny, na których była położona, leżą obecnie na Białorusi, w obwodzie witebskim, w rejonie brasławskim, w sielsowiecie Plusy.

## Historia
W czasach zaborów w granicach Imperium Rosyjskiego.
W latach 1921–1945 leśniczówka leżała w Polsce, w województwie nowogródzkim (od 1926 w województwie wileńskim), w powiecie brasławskim, w gminie Brasław.
Powszechny Spis Ludności z 1921 roku nie podał danych dotyczących miejscowości. W 1931 w 1 domu zamieszkiwały 4 osoby.
Wierni należeli do parafii rzymskokatolickiej w Brasławiu. W 1933 podlegała pod Sąd Grodzki w Brasławiu i Okręgowy w Wilnie; właściwy urząd pocztowy mieścił się w m. Brasławiu.